# Heliconius leda
Heliconius leda är en fjärilsart som beskrevs av Otto Staudinger 1896. Heliconius leda ingår i släktet Heliconius och familjen praktfjärilar. Inga underarter finns listade i Catalogue of Life.